# América Futebol Clube (Três Rios)
América Futebol Clube, mais conhecido como América de Três Rios, é uma agremiação esportiva da cidade de Três Rios, no estado do Rio de Janeiro, fundada a 14 de maio de 1929.

## História

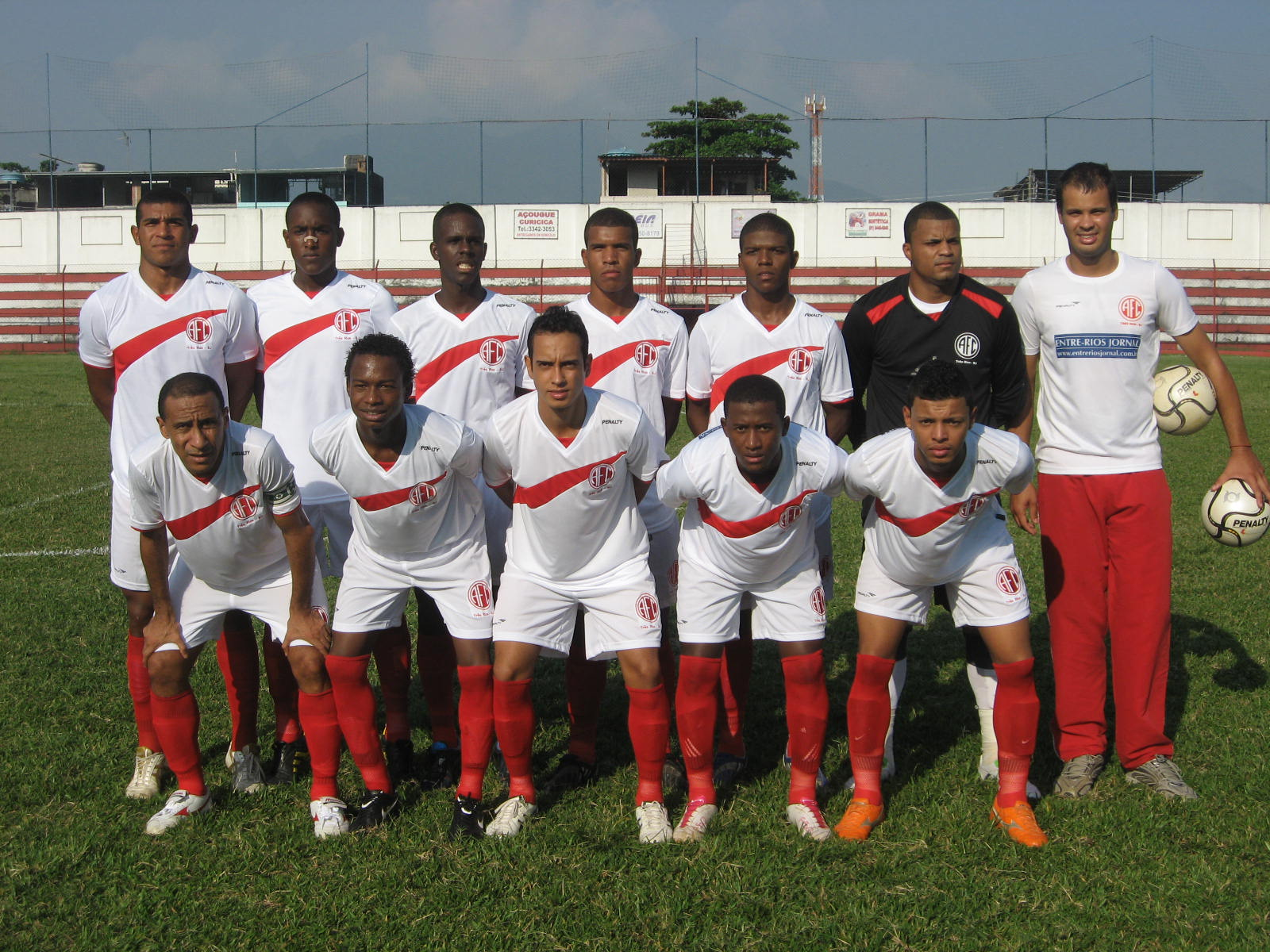
Equipe profissional em 2011

A melhor fase do clube foi na década de 1990, quando disputou o Campeonato Carioca em 1990, 1991, 1992 e 1993. Sua maior conquista foi o Campeonato Estadual da Segunda Divisão em 1989.
O América foi uma das gratas surpresas do interior presentes na história do futebol do Rio de Janeiro. A melhor fase da equipe ocorreu na década de 1990, quando integrou a elite do estado entre 1990 e 1993. Para alcançá-la, conquistara, em 1988, o campeonato da Terceira Divisão, e no ano seguinte ganhou o título da Segunda Divisão, após derrotar na final o Campo Grande Atlético Clube.

### Estreia no profissionalismo
Em 1987, estreia no profissionalismo ao participar do Campeonato Estadual da Terceira Divisão. Ao fim da primeira fase, termina como líder de sua chave à frente de Olympico Futebol Clube, Paduano Esporte Clube e Cantagalo Esporte Clube. Na segunda fase acaba eliminado ao ficar em penúltimo lugar no grupo, à frente apenas do União Nacional Futebol Clube e atrás de Paduano Esporte Clube, Olympico Futebol Clube, Rio das Ostras Futebol Clube e Associação Esportiva XV de Novembro. Naquele ano subiram à Série B Paduano e Esporte Clube Miguel Couto.

### A sonhada promoção à Segunda Divisão
Em 1988, o Alvirrubro Trirriense era novamente líder de seu grupo ao término da primeira fase, superando Frigorífico Atlético Clube, Itaguaí Atlético Clube e Tupy Sport Club. Na segunda fase foi novamente primeiro ao superar o Tamoio Futebol Clube, de Duque de Caxias e o Heliópolis Atlético Clube. Classificados às semifinais, os comandados do técnico Ricardo Barreto derrotaram o Itaguaí em dois jogos e chegaram ao título de campeão estadual da Terceira Divisão juntamente com o União Nacional Futebol Clube, visto que não houve final naquele ano.

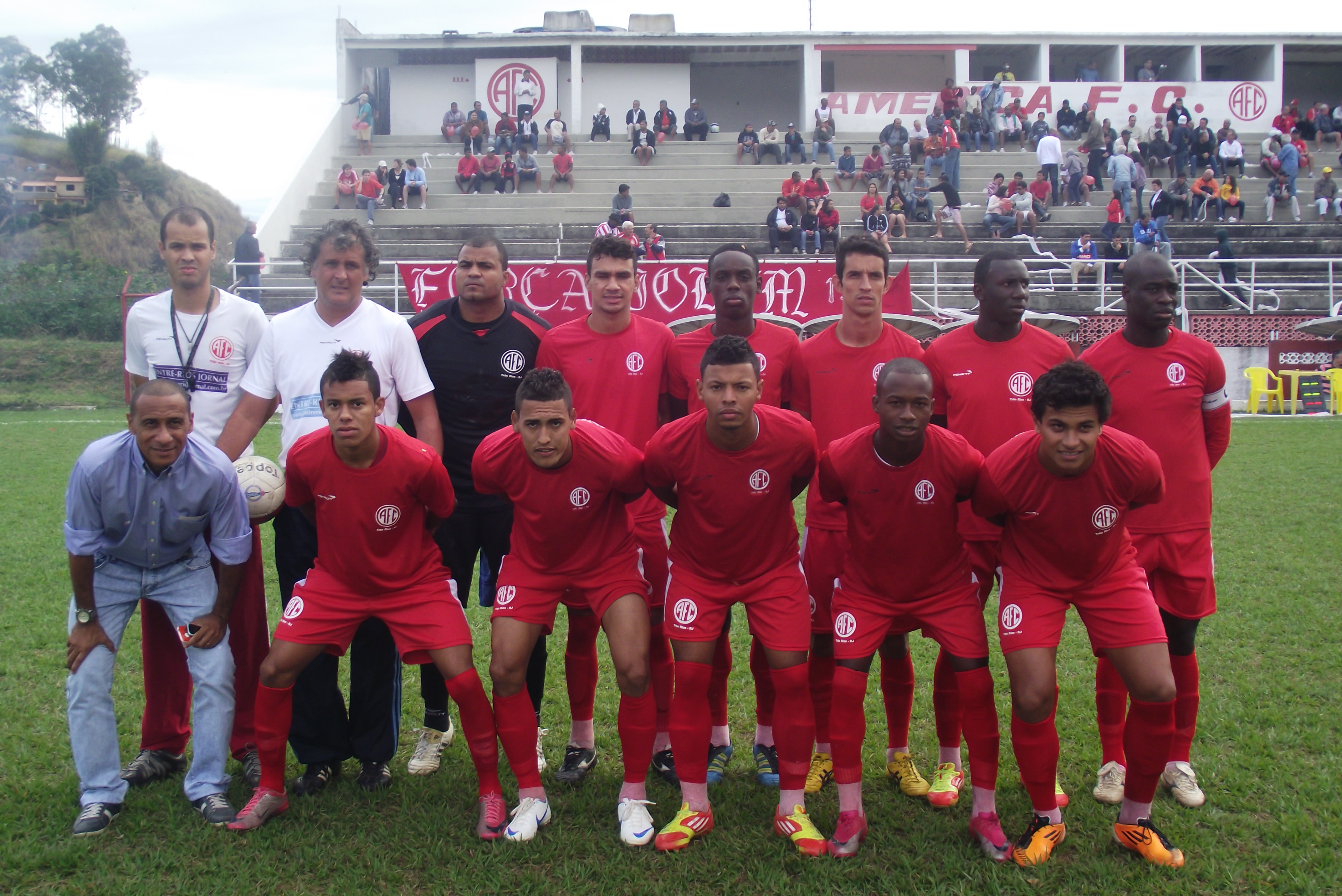
Equipe profissional em 2012

### O título da Segunda Divisão
Em 1989, a cidade se motivou em ver o clube disputar a Segunda Divisão, um passo rumo à elite. Após o fim do primeiro turno, o América se sagrou campeão ao vencer o São Cristóvão de Futebol e Regatas. No segundo turno, o clube foi apenas o nono colocado, mas como vencedor do primeiro, se classificara para o turno final. Neste, sagrou-se o campeão ao bater São Cristóvão de Futebol e Regatas e Campo Grande Atlético Clube. Acontecera o inevitável, o caçula América fora o campeão da Segunda Divisão, deixando o Campo Grande na segunda colocação. Ricardo Barreto novamente conquistara o acesso para a equipe trirriense.

### Estreia na Série A - 1990: América venceu em casa o campeão Botafogo e ainda derrotou o Vasco
Em 1990, terminou a Taça Guanabara na penúltima posição, atrás somente do Esporte Clube Nova Cidade. O campeão foi o Club de Regatas Vasco da Gama. Na Taça Rio fez boa campanha e terminou em quinto lugar. O campeão foi o Fluminense Football Club. Na colocação geral o rubro trirriense ficou na oitava posição. Associação Atlética Cabofriense e Esporte Clube Nova Cidade foram rebaixados.
Em 1990, o time-base foi: Milagres; Murilo, Ari, Marcelo (Ricardo Balbino) e Carlinhos; Simão, Maurício (Paulo Roberto) e Delei (Sidnei); Pião, Denílson e Gino (Leonardo).
Contando com a experiência do meia Delei (ex-Fluminense) e dois jovens jogadores, Leonardo e Denílson, que depois foram negociados com o Tricolor das Laranjeiras, o América conseguiu um empate em 1 a 1 com o Fluminense a 21 de março de 1990, nas Laranjeiras. Jogando no Tiezão houve duas vitórias marcantes: venceu o Botafogo por 1 a 0 a 11 de abril com um gol de Pião aos 44 minutos do 2º tempo (única partida que o Botafogo perdeu naquele campeonato, impedindo o Botafogo de se consagrar como campeão carioca invicto), além de bater o Vasco por 2 a 1 a 26 de abril.

### 1991: América parou o campeão Flamengo
Em 1991, após o término da Taça Guanabara, ficou na décima posição superando apenas Associação Atlética Portuguesa e Volta Redonda Futebol Clube. O campeão foi o Fluminense e caíram ao término do primeiro turno o time da Ilha do Governador e da Cidade do Aço. Na Taça Rio fez melhor campanha e terminou em sétimo lugar. O campeão foi o Club de Regatas do Flamengo. Caíram ao término do returno São Cristóvão de Futebol e Regatas e Goytacaz Futebol Clube.
Em 1991, o time-base foi: Victor II, Edvaldo, Cleomar (Marcelo), Édson Luís e César Diniz; Simão, Vitor, Leonardo (Juarez / Renato) e Mario Alexandre (Édson Paulo); Quarentinha (Pião) e Edmílson.
Jogando no Tiezão, o América conseguiu um empate em 2 a 2 com o Flamengo, a 25 de agosto, que seria o campeão estadual daquele ano. Marquinhos abriu o placar para o Mengão logo aos 9 minutos. Aos 34, Leonardo deixou tudo igual e nove minutos depois veio a virada com o atacante Edvaldo. Na etapa final, o atacante Gaúcho empatou a 15 minutos do fim.

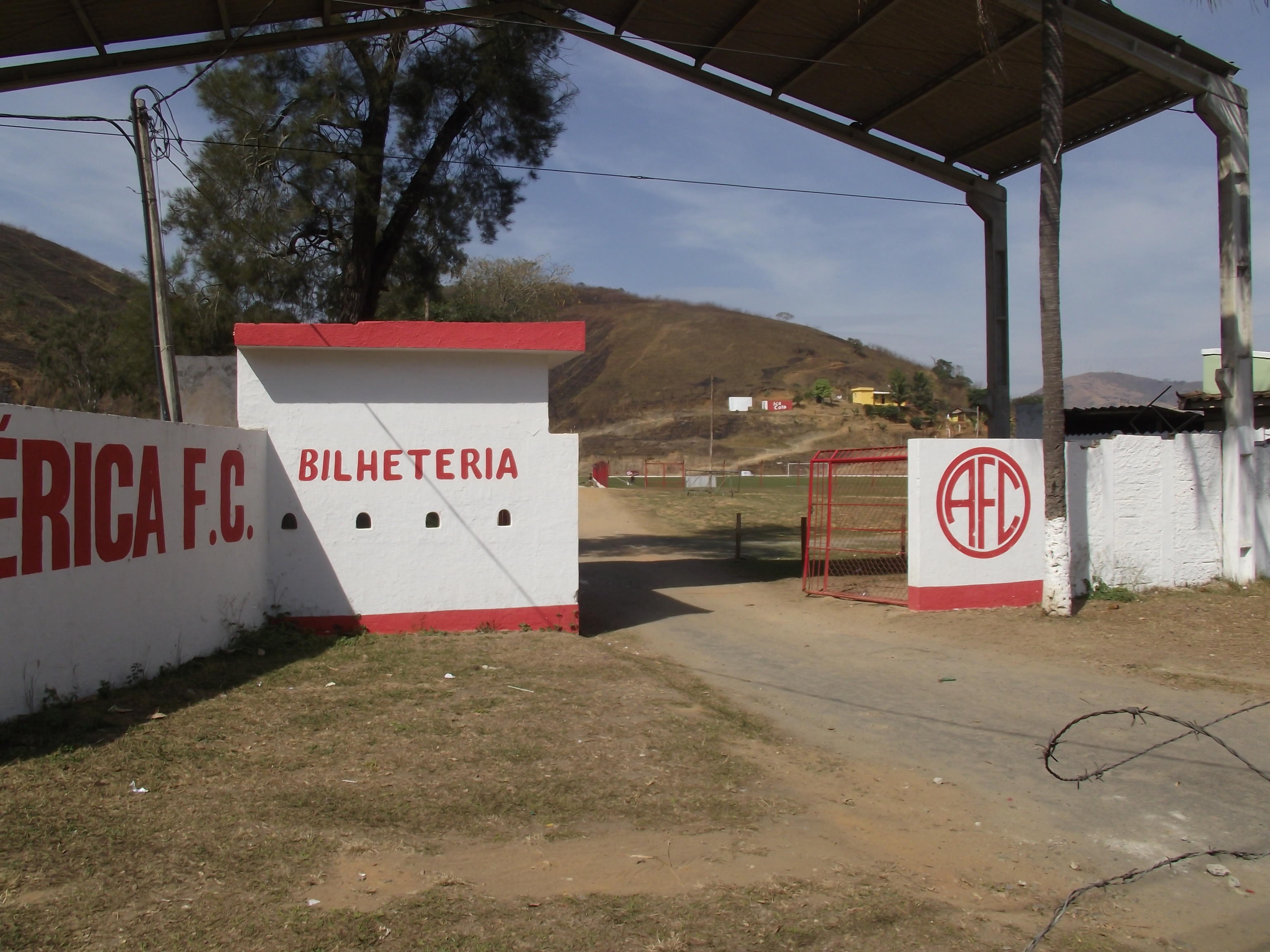
Sede do América de Três Rios

### 1992: Vitórias diante de Fluminense, Bangu e empates com Flamengo e Botafogo
Em 1992, foi o oitavo colocado ao fim da Taça Guanabara cujo campeão foi o Club de Regatas Vasco da Gama. No segundo turno fez excelente campanha, terminando em quarto. Foram rebaixados Campo Grande Atlético Clube, Itaperuna Esporte Clube, Goytacaz Futebol Clube e Madureira Esporte Clube. O campeão da Taça Rio foi o Club de Regatas Vasco da Gama
Em 1992, o time-base foi: Júnior (André), Marcelinho (Sidnei), Simão (Ari), Vagner e César Diniz; Evandro, Gaúcho Lima, Adílio e Júnior (Daniel); Flávio (Fábio) e Leonardo (Serginho).
Comandado pelo meia Adílio (ex-Flamengo), o América venceu, em casa, o Fluminense por 3 a 2, a 16 de novembro e Bangu por 1 a 0, a 25 de outubro, além de um empate com o Flamengo em 2 a 2, a 16 de setembro. Fora, conquistou um empate em 1 a 1 com o Botafogo, a 22 de outubro.

### O inédito clássico trirriense na elite e o rebaixamento
Após três temporadas fazendo boas campanhas, dessa vez o América não repetiu a dose. O resultado foi um doloroso rebaixamento. O momento marcante foi que, pela primeira vez na sua história, o clássico trirriense entre América e Entrerriense aconteceu na Primeira Divisão do Rio. No dia 14 de março de 1993, no Estádio Odair Gama, o jogo muito truncado terminou sem gols (0 a 0).
Em 1993, o América de Três Rios fez a sua última participação na elite do futebol fluminense. Ao final da Taça Guanabara, o time ficou na penúltima posição e foi rebaixado juntamente com o Entrerriense Futebol Clube. Ainda foi punido com a perda de dez pontos por ter usado irregularmente o jogador Juarez contra Vasco e São Cristóvão. No segundo turno disputou o Grupo "B" da Primeira Divisão, que na prática era uma segunda divisão. O time fez péssima campanha e acabou sofrendo o segundo descenso consecutivo ao ficar na última posição, caindo juntamente com o Goytacaz Futebol Clube. Foram promovidos Campo Grande Atlético Clube e Madureira Esporte Clube
Em 1993, o time-base foi: Gomes (Marco Cerdá), Cestinha (Serginho), Luís Marcelo, Édson Luís e Baby (Marcelo Vidal); Simão, Mendonça, Juarez e Pião; Quarentinha e Gino.

### No terceiro módulo
Em 1994, disputou a Segunda Divisão, que na prática funcionava como um terceiro módulo. Ao final da primeira fase se classificou em primeiro no Grupo "B" ao superar Nova Iguaçu Futebol Clube, Tupy Sport Club, Canto do Rio Foot-Ball Club, Tamoio Futebol Clube, Tomazinho Futebol Clube, Pavunense Futebol Clube, Opção Futebol Clube e Grêmio Esportivo Km 49. Na fase final, um hexagonal, acabou na quarta posição, ao ser superado pelo Goytacaz Futebol Clube, Nova Iguaçu Futebol Clube e Rubro Social Esporte Clube. O time rubro trirriense superou o Heliópolis Atlético Clube e o Everest Atlético Clube. O Nova Iguaçu ao vencer nos pênaltis o Goytacaz, após empate em 0 a 0, se sagrou campeão.
Em 1995, foi convidado a integrar o Grupo "B" da Divisão Intermediária. Ao final da primeira fase, fica em segundo lugar, perdendo a liderança para o Barra Futebol Clube, mas supera Esporte Clube Italva, Serrano Foot Ball Club, Barra da Tijuca Futebol Clube, Olympico Futebol Clube, Rubro Social Esporte Clube, Heliópolis Atlético Clube, Canto do Rio Foot-Ball Club e Everest Atlético Clube. Na final o Barra, campeão do Grupo "B" venceu o Barra Mansa Futebol Clube, campeão do "A" e ficou com o título.

### Longo período de ausência dos gramados
Advém um longo período de ausência que perdura por um longo tempo. Em 1998, o clube tenciona voltar à Segunda Divisão, mas por falta de condições financeiras declina da disputa

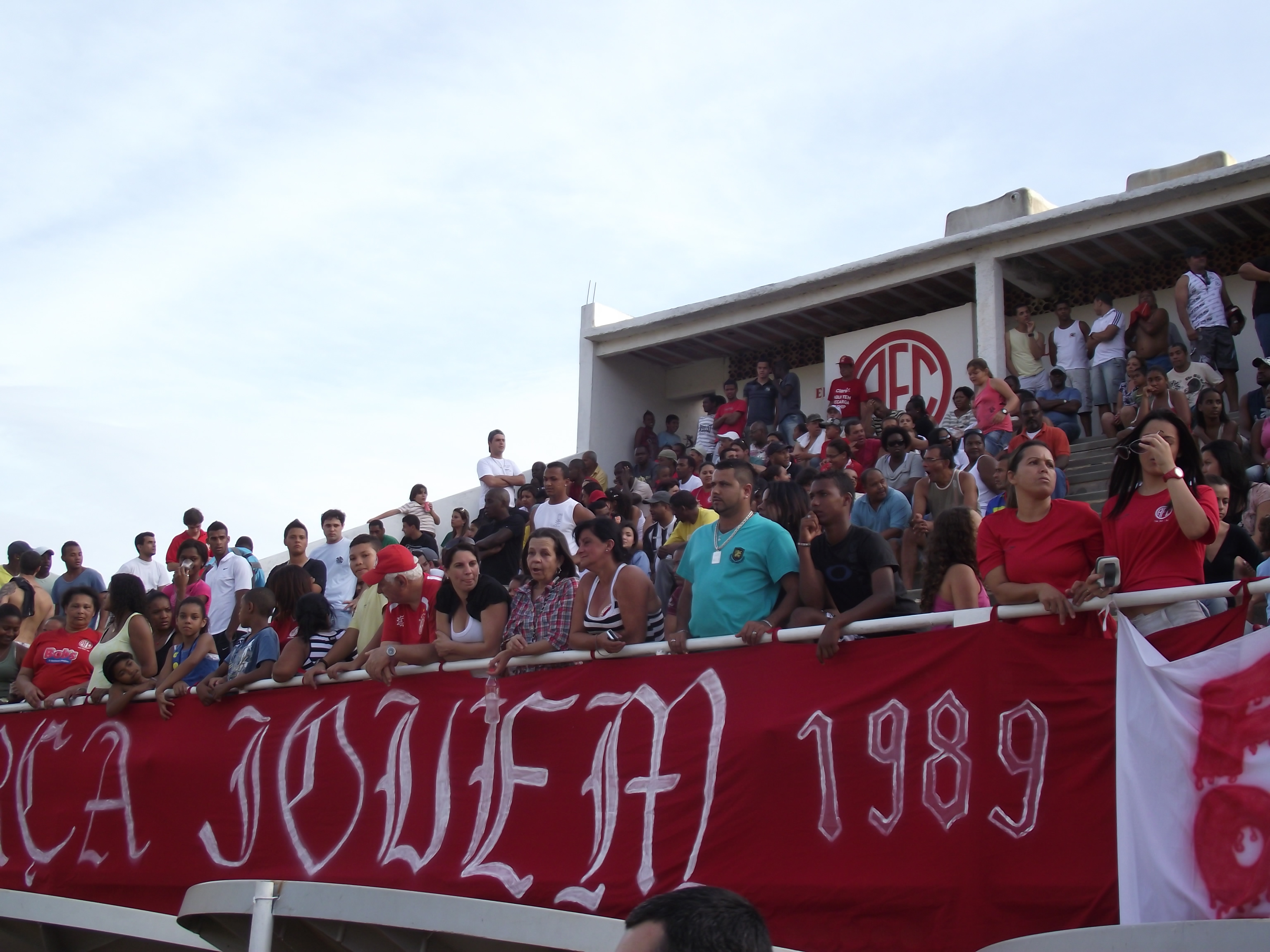
Torcida do América-TR

Somente em 2001 disputa a Segunda Divisão, contudo acaba excluído do Grupo "A" por causa de débitos com a Federação. Se classificam à fase seguinte Esporte Clube Nova Cidade, Ceres Futebol Clube e Barra da Tijuca Futebol Clube. O Everest Atlético Clube é eliminado

### O retorno graças ao pai do prefeito da cidade
No ano de 2011, após dez anos fora das disputas, o América disputou a Terceira divisão do Campeonato Estadual graças à iniciativa do octogenário presidente José Michel Farah, pai do prefeito da cidade, Vinícius Farah. O técnico foi Ricardo Barreto, o mesmo que subira a equipe da Terceira à Primeira Divisão. Após a primeira fase, no Grupo "C", o rubro trirriense liderou sua chave se classificando com Serrano Foot Ball Club e Centro Esportivo Yasmin. Villa Rio Esporte Clube e Condor Atlético Clube foram eliminados. Na segunda fase liderou o Grupo "G", se habilitando juntamente com a Associação Atlética Carapebus. Associação Desportiva Itaboraí e União de Marechal Hermes Futebol Clube foram eliminados. Na terceira fase se classificou novamente na liderança, no Grupo "K", deixando em segundo o Juventus Futebol Clube. Grêmio Mangaratibense e Sociedade Esportiva de Búzios foram eliminados. Na semifinal perdeu para o Goytacaz Futebol Clube, no Tiezão, nos pênaltis. Se ganhasse a partida teria voltado à Série B e disputaria a final da competição. Teve, contudo, ainda mais uma chance de conseguir o acesso na disputa pela terceira vaga, mas capitulou diante da Associação Atlética Carapebus. A equipe comandada por Ricardo Barreto ficou marcada por ser a mais disciplinada, além de contar com o artilheiro da competição, o atacante Dudu. Alguns outros destaques foram Da Silva, ex-Club de Regatas do Flamengo e Madureira Esporte Clube, e Iuri.

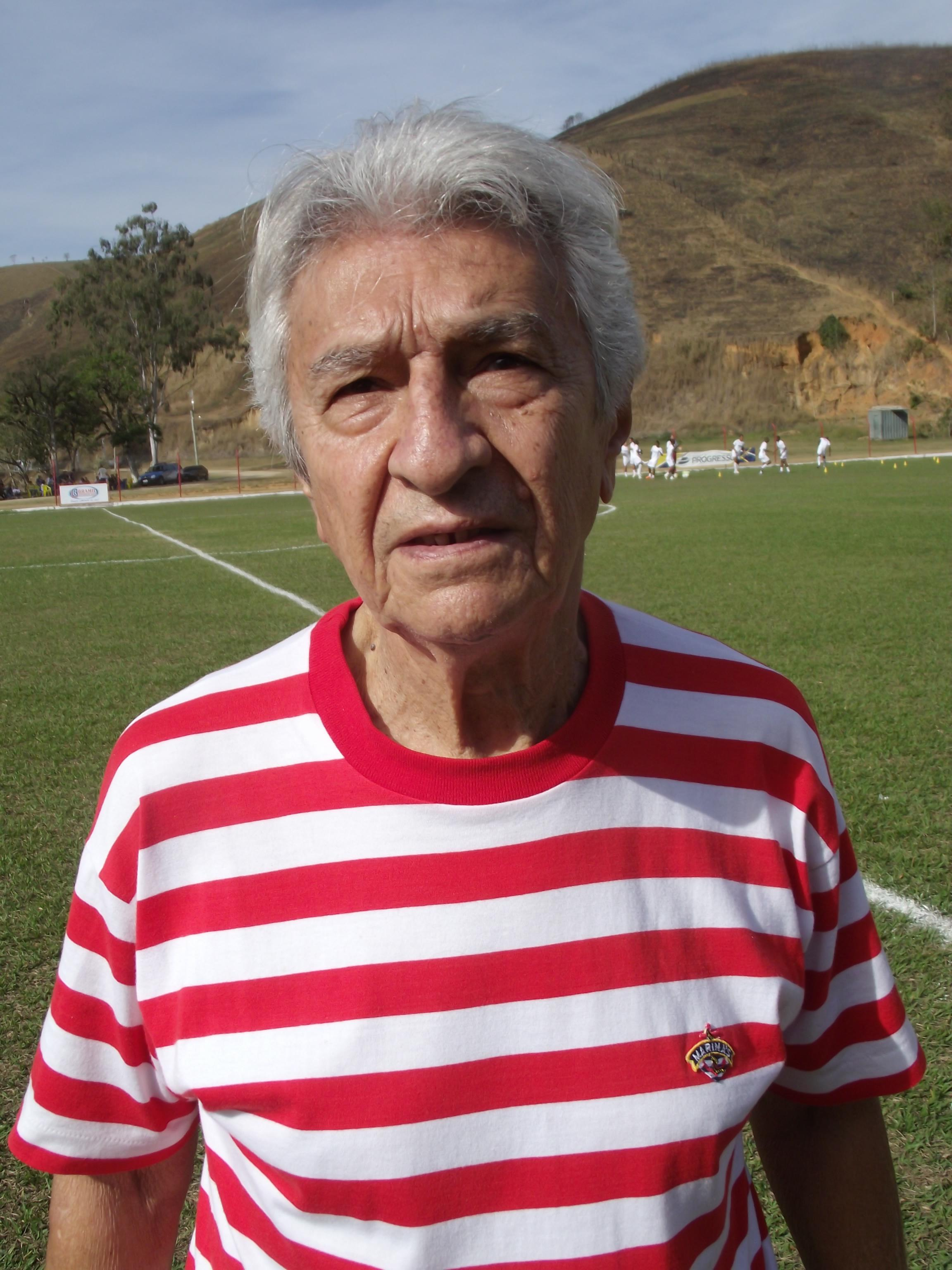
José Michel Farah, presidente de honra do clube.

### Volta à Segunda Divisão
Em 2012, o América, comandado por Elair Seta Júnior, se classifica em terceiro no Grupo "B" ao ser superado por São Pedro Atlético Clube e Serrano Foot Ball Club. O Grêmio Mangaratibense se classificou em quarto e o Condor Atlético Clube, último, foi eliminado. Na segunda fase a equipe integrou o Grupo "F", se habilitando em segundo, atrás do Clube Atlético da Barra da Tijuca. Barcelona Esporte Clube e Rubro Social Esporte Clube foram eliminados. Na terceira fase, a anterior às semifinais, o América se classificou em segundo, atrás do Villa Rio Esporte Clube. São Gonçalo Esporte Clube e Grêmio Mangaratibense foram eliminados. Na semifinal o América bateu o Clube Atlético da Barra da Tijuca por 1 a 0, em Três Rios, e empatou fora em 0 a 0, se classificando para a final e já conseguindo de antemão a volta à Série B. Na primeira partida da decisão, o time empatou em 1 a 1 com o Paduano Esporte Clube fora de casa. No jogo de volta, perdeu em casa por 1 a 0, ficando o vice-campeonato da competição.
Contudo, a equipe de juniores acaba eliminada da competição por conta da ausência em três partidas da categoria.
em 2013, disputou o estadual da série B, e em 2014 novamente paralisou suas atividades.
Seu uniforme é composto de camisa vermelha com gola branca, calção branco e meias brancas.

## Estádio
Localizado no Bairro Alto Purys, o Arthur Sebastião de Toledo Ribas (Tiezão) foi palco de belos e concorridos bailes de carnaval. Sua localização em área arborizada confere características de um clube campestre com piscina, restaurante, salões internos e externos, lago e campo de futebol com arquibancada.
O estádio foi usado em jogos do América no estadual da Série C de 2011 e 2012, oscilando sua capacidade de 2 a 5 mil pessoas.

## Basquete
Atualmente, o basquete do clube integra o campeonato estadual em diversas categorias, mandando os seus jogos na quadra do SESC, no centro de Três Rios.

## Títulos
| Estaduais                       | Estaduais | Estaduais  | Estaduais |
| Competição                      | Títulos   | Temporadas |           |
| ------------------------------- | --------- | ---------- | --------- |
| Campeonato Carioca - 2ª divisão | 1         | 1989       |           |

### Destaques
- Vice-campeão estadual da 3ª divisão: 1988, 2012

## Histórico em competições oficiais

### Campeonato Carioca (Estadual) - Série A
| Ano  | Posição | Observações |
| ---- | ------- | --- |
| 1990 | 8º      | |
| 1991 | 6º      | |
| 1992 | 5º      | |
| 1993 | 12º     | Rebaixado na Taça Guanabara para o Grupo "B" da 1º divisão. Rebaixado para a Segunda Divisão ao término da Taça Rio. |

### Campeonato Fluminense (Estadual)
| Ano  | Posição      |
| ---- | ------------ |
| 1966 | Desconhecido |
| 1967 | Desconhecido |

## Fonte
- VIANA, Eduardo. Implantação do futebol Profissional no Estado do Rio de Janeiro. Rio de Janeiro: Editora Cátedra, s/d.